# Krug
Krug is een klein maar belangrijk champagnehuis. Sinds de oprichting in 1843 door Joseph Krug in Reims, heeft het huis zich toegelegd op het creëren van uitzonderlijke champagnes, waarbij het belang van plaats, precisie en tijd centraal staat. Het was een onafhankelijk champagnehuis tot het in 1999 in bezit kwam van Louis Vuitton Moët Hennessy.  
Het is gelegen aan het nummer 5 van de rue Coquebert in Reims, departement Marne (regio Grand Est) in Frankrijk.  
Het patrimonium van champagnehuis Krug omvat zowel historische als moderne locaties die de identiteit van het huis ondersteunen. In Reims bevinden zich de originele wijnmakerij, het familiehuis en de ondergrondse kelders met een unieke wijnbibliotheek. Daarnaast bezit Krug twee iconische clos-wijngaarden (Clos du Mesnil en Clos d’Ambonnay), de zintuiglijke Krug Lodge in Trépail en de nieuwe milieuvriendelijke wijnmakerij ‘Joseph’ in Ambonnay.  

## Geschiedenis

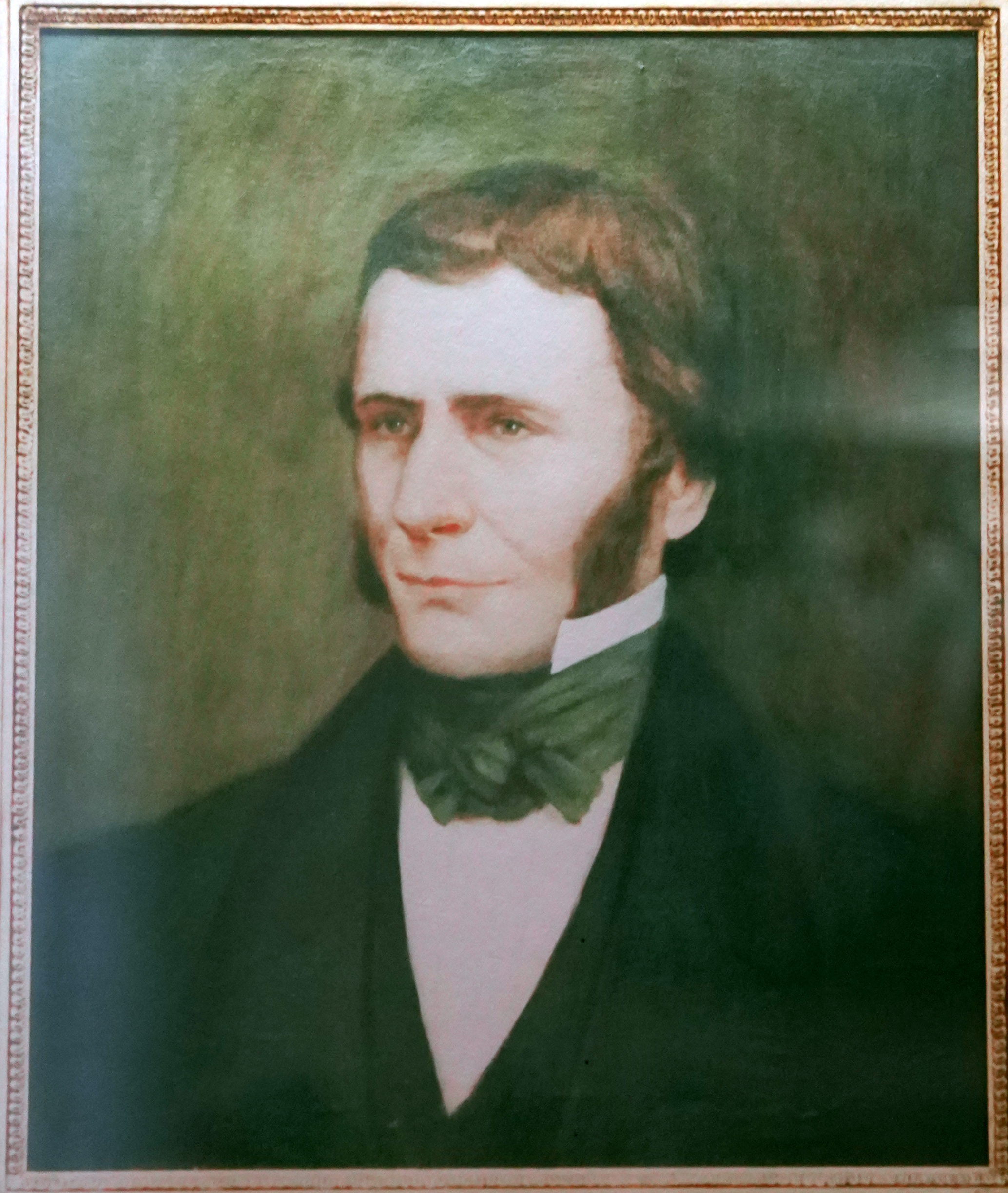
Oprichter Johann-Joseph Krug

Krug werd in 1843 in Reims opgericht door Johann-Joseph Krug (geboren in 1800 in Mainz, Duitsland), samen met een van zijn vrienden, Hippolyte de Vives, onder de naam Krug et Cie. Hij vestigde kelders en kantoren en kelders op nummer 8 van rue Saint-Hilaire in Reims.
Krug et Cie levert in 1882 aan spoorweg- en scheepvaartmaatschappijen, die elk elk hun eigen merk champagnewijnen hebben, bijvoorbeeld wijnen met het label "Cunard Line" of "Panama Railway".
Tegen 1893 bezat het bedrijf de huidige, bescheiden kelders rond het plein waaraan de familie Krug nog altijd woont. Joseph Krug was een echte visionair en geobsedeerd door het uitzonderlijke. Daardoor was Krug het eerste huis waar elke cuvée van gelijke kwaliteit en onderscheid was; er was geen hiërarchie.
Hoewel leden van de vijfde generatie van de familie nog altijd de wijnen maken, is het champagnehuis sinds 1999 in bezit van Louis Vuitton Moët Hennessy. LVMH nam ook de 19 ha wijngaard over.
Krug werd geleid door vijf generaties van dezelfde familie: Johann-Joseph Krug, Paul Krug, Joseph II Krug (1869-1967) die het bedrijf tot 1962 leidde, diens broer Paul II Krug (gestorven in 1998) en de broers Henri Krug (1937-2013) en Rémi Krug (1942). Henri maakte de wijn, Rémi was de ambassadeur van het bedrijf. De jongste generatie Krugs in het bedrijf zijn Henri's zoon Olivier Krug (1966), directeur sinds 1995, en Rémi's dochter Caroline Krug (1966).
Op vrijdag 27 april 2024 opende Krug zijn nieuwe wijnmakerij in Ambonnay, een uitbreiding van het domein Clos d'Ambonnay. Een project van € 24 miljoen voor de bouw van twee identieke gebouwen met een totale oppervlakte van 9.500 m². 

## Eigenheid
Champagne Krug onderscheidt zich van andere champagnemerken door een combinatie van unieke productiemethoden, een compromisloze toewijding aan kwaliteit en een rijke geschiedenis. Enkele kenmerkende aspecten zijn:
1. Individuele vinificatie en assemblage: Krug hecht grote waarde aan de individualiteit van elke wijngaard. Elk perceel wordt afzonderlijk gevinifieerd in kleine eikenhouten vaten van 205 liter, wat een gecontroleerde micro-oxidatie mogelijk maakt en bijdraagt aan de complexiteit en structuur van de wijn. Deze methode stelt Krug in staat om een breed palet aan smaken en aroma's te creëren door zorgvuldig geselecteerde wijnen uit verschillende percelen en oogstjaren te assembleren.
2. Gebruik van reservewijnen: Een essentieel onderdeel van Krug's filosofie is het gebruik van een uitgebreide bibliotheek van reservewijnen, sommige meer dan 15 jaar oud. Deze reservewijnen worden toegevoegd aan de jaarlijkse assemblages om consistentie en diepte in smaakprofiel te garanderen, ongeacht de variaties in klimaat en oogstomstandigheden.
3. Lange rijpingstijd: Krug champagnes ondergaan een langdurige rijping op de lies, vaak veel langer dan de wettelijke vereisten. Deze verlengde veroudering draagt bij aan de ontwikkeling van complexe aroma's en een verfijnde mousse, wat resulteert in een rijke en gelaagde smaakervaring.
4. Beperkte productie en exclusiviteit: Met een jaarlijkse productie van ongeveer 500.000 tot 600.000 flessen is Krug een relatief kleine speler in de champagnemarkt. Deze beperkte productie stelt het huis in staat om zich te concentreren op het handhaven van de hoogste kwaliteitsnormen en biedt liefhebbers een exclusieve en luxueuze champagnebeleving.
5. Innovatie en muzikale beleving: Krug staat bekend om zijn innovatieve benadering van champagnebeleving, waaronder het koppelen van specifieke muziekstukken aan hun champagnes. Deze benadering versterkt de zintuiglijke ervaring en benadrukt de harmonie en complexiteit die in elke fles te vinden zijn.

## Vinificatie

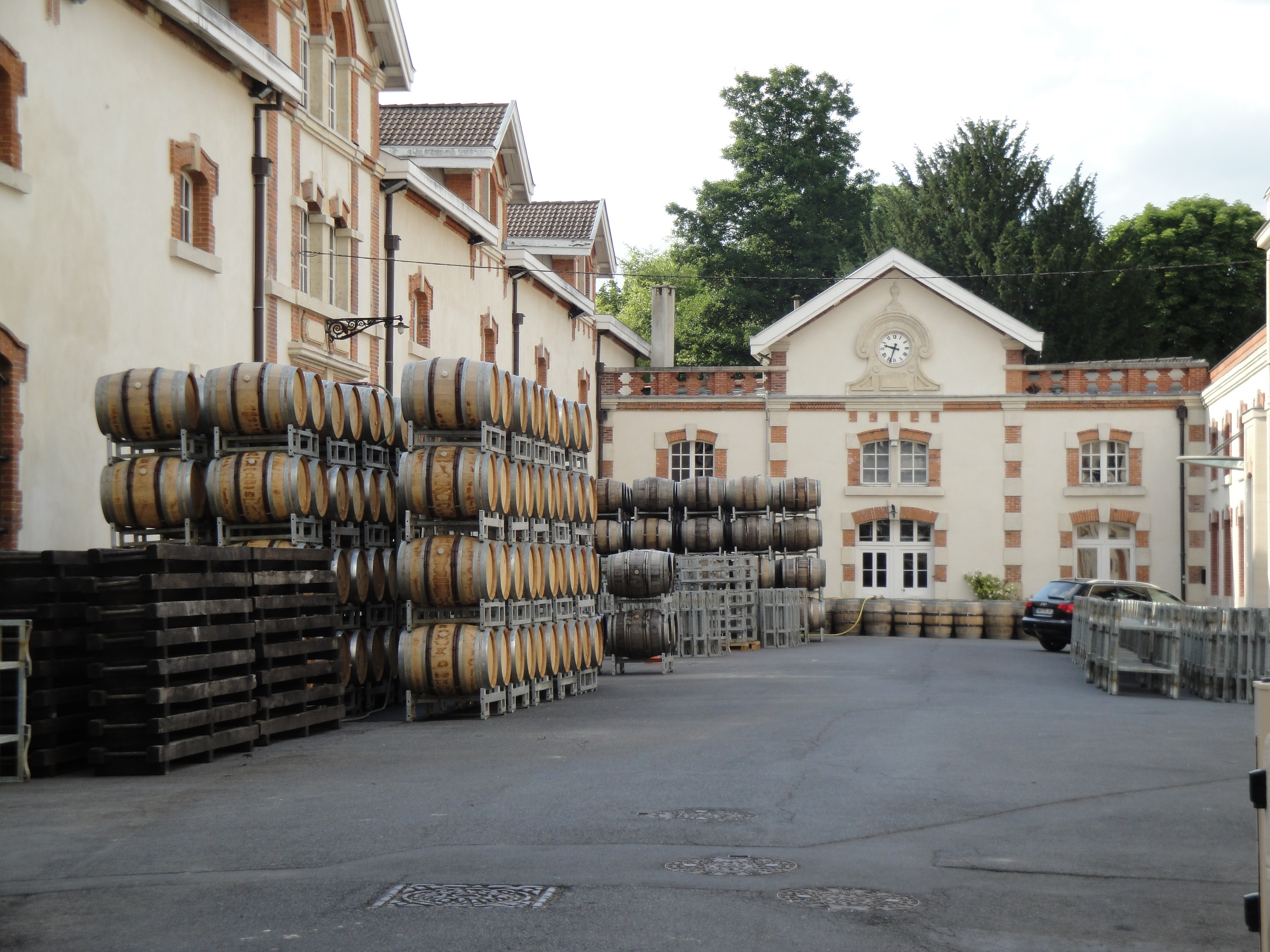
Eiken vaten op de binnenplaats van Krug

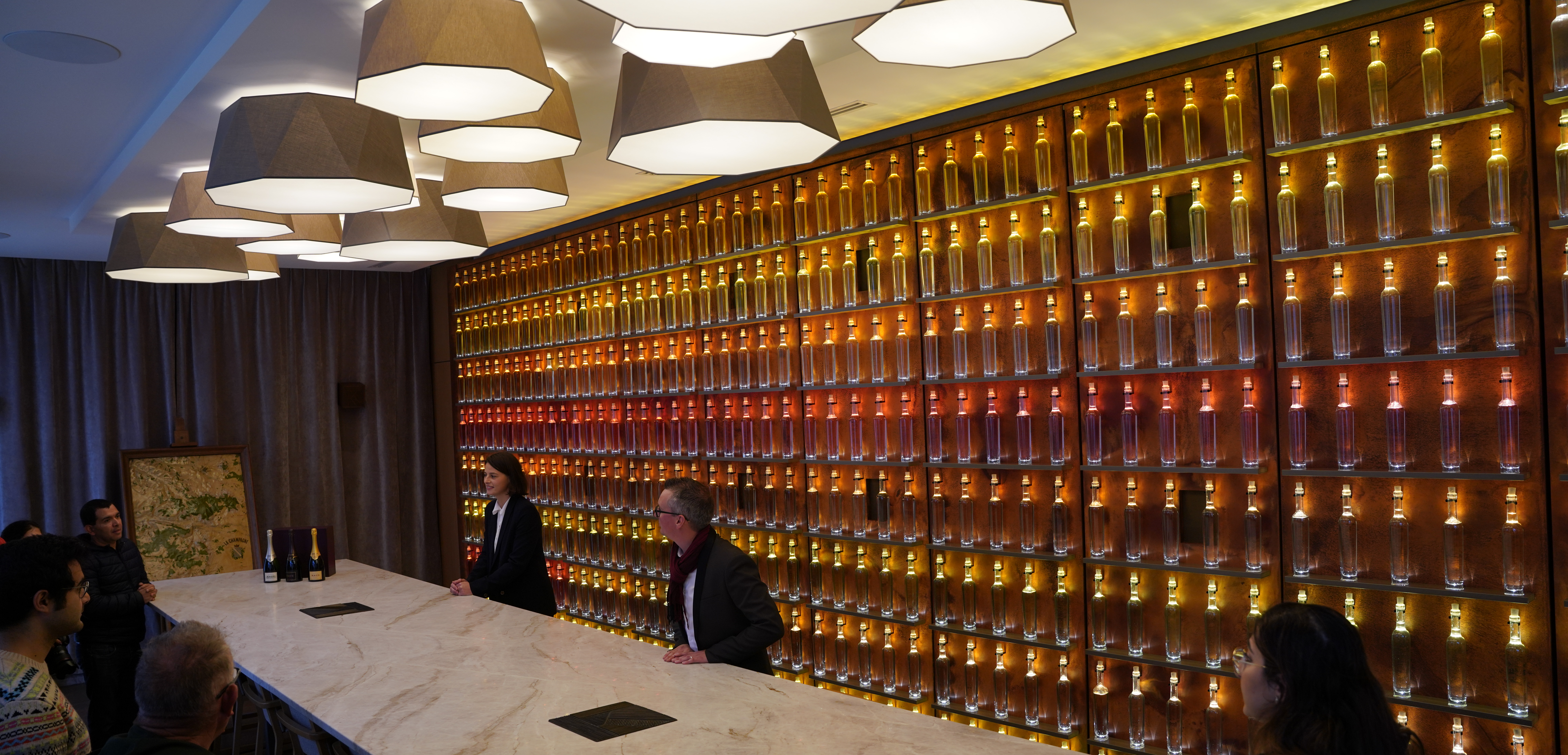
Krug boulevard Lundy

Het productieproces begint met de strenge selectie van alleen díe druiven die voldoen aan Krugs eisen. Men gebruikt alleen de cuvée, de eerste persing. De tweede selectie vindt na de kerst plaats wanneer de most door de alcoholische gisting in jonge wijn is veranderd. Een deel van die jonge wijn wordt gebruikt, de rest wordt verkocht aan andere champagneproducenten.
De wijnen worden beschouwd als behorend tot de hoogste categorie (Champagne kent geen classificatie zoals in de Bordeaux). Krug laat de volledige productie op vat fermenteren. Men gebruikt de in de Champagne traditionele pièces van 205 liter waarvan in de kelders van Krug 3500 stuks worden bewaard. Ieder jaar worden honderd van deze vaten vernieuwd.
De eerste jaren worden de vaten gevuld met taille, most van de tweede persing die Krug niet kan gebruiken. Zo worden tannines en suikers uit het jonge eikenhout in die wijn opgenomen. Deze inferieure wijn wordt verkocht aan minder kieskeurige champagnemakers. Tannine is in witte wijnen zoals champagne ongewenst. Pas na drie jaar mag een nieuw vat voor de wijnen van Krug worden gebruikt. De most uit de Clos du Mesnil is zo kostbaar en schaars dat de vaten die daarvoor klaarstaan in de weken voor de oogst steeds natgehouden worden met water. De poriën in het eikenhout mogen zich niet volzuigen met most en wijn.
Er is geen vaste formule voor de assemblage van Krug-champagne; de herinnering aan de originele Krug-smaak is binnen de familie van generatie op generatie doorgegeven. De smaak van Krug bereikt zijn hoge niveau mede door de buitengewoon lange rijpingsperiode (van zes tot acht jaar) in de kelders van Krug. Een lange rijping zorgt voor gecompliceerde smaken; proevers noemen "versgebakken cakebrood, kokosnoot, gekonfijt citrusfruit, gebrande koffiebonen en geroosterde noten", en een zeer fijne mousse en robe.

## Champagnes

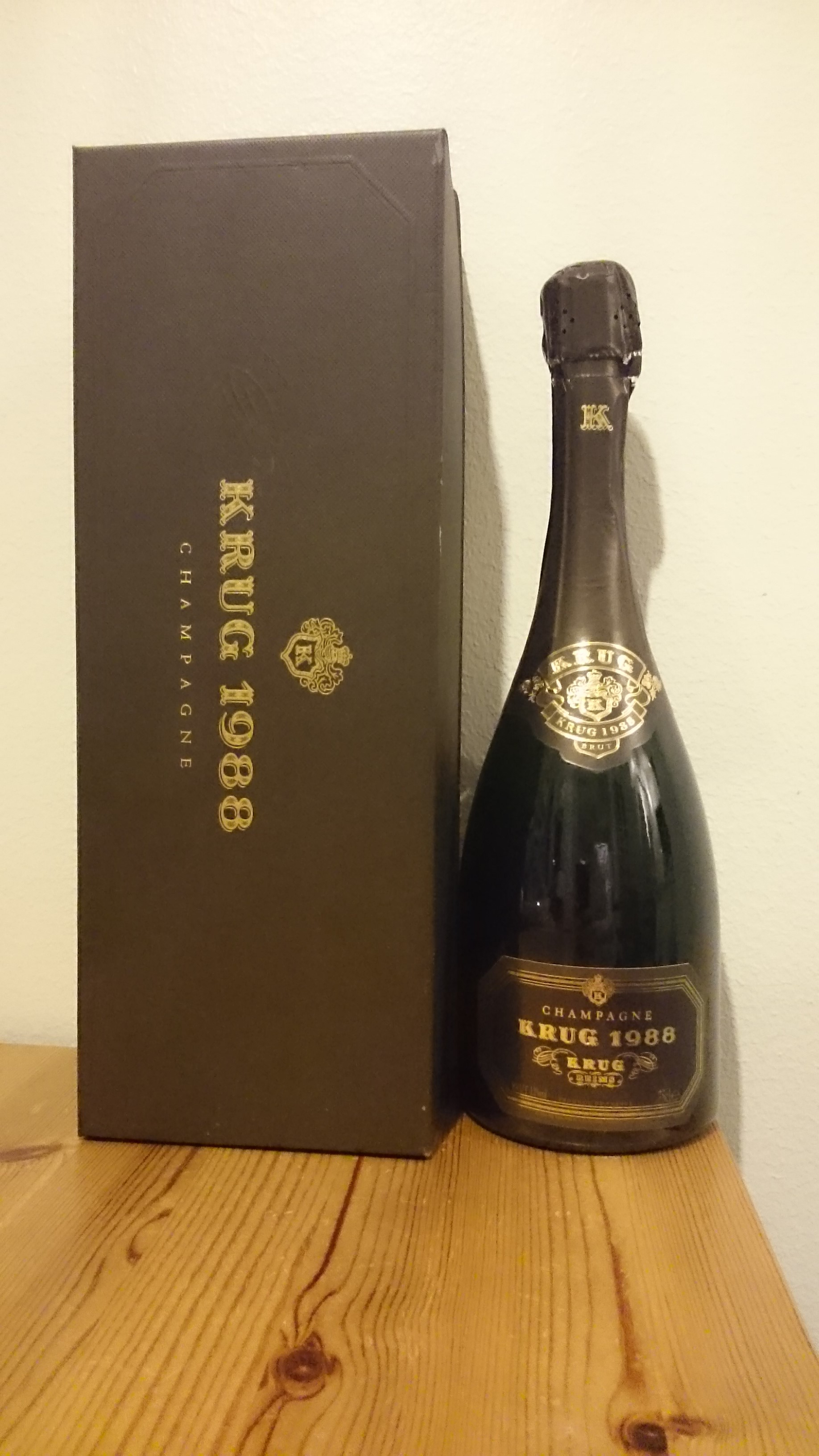
Een fles Krug 1988

- Krug Grande Cuvée is een brut non-millésime, maar Krug noemt deze wijn een multi-millésime (dus geen wijn zonder jaartal, maar een assemblage van veel jaargangen). De "Grande Cuvée" wordt gemaakt met meer dan 120 wijnen (reserves) van minimaal 10 verschillende jaargangen.[6] De wijn is een blend van chardonnay, pinot noir, pinot meunier en mogelijk andere druiven. De flessen rusten na de prise de mousse nog zes jaar op gist in de koele kelders in de krijtrotsen onder Reims.

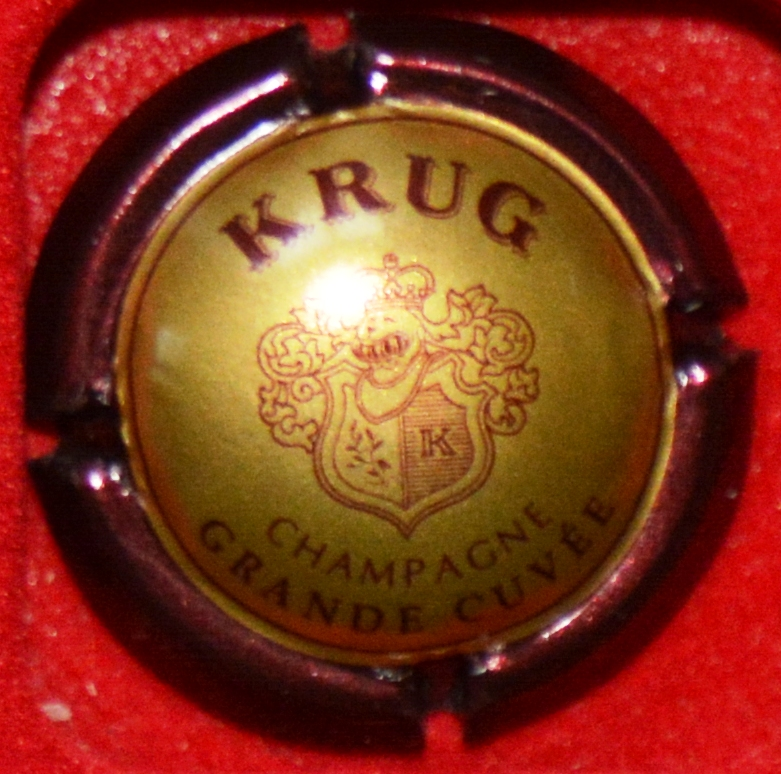
Capsule Krug Grande Cuvée

- Krug Rosé is een roséchampagne. Lange tijd heeft de familie Krug geen roséchampagne willen maken en ook nu wordt niet ieder jaar rosé gemaakt. Een experiment met rosé was echter zo geslaagd dat de eerste rosé van Krug in 1983 op de markt kwam. De productiemethode wijkt niet af van die van de andere huizen. Een deel van de gebruikte pinot noir laat men macereren om een roze kleur te krijgen. Verder gebruikt men pinot meunier en chardonnay, aangevuld met wijnen uit de reserve die uit vier tot zes verschillende oogsten jaren stammen en uit tal van wijngaarden afkomstig zijn. De verhouding is 50% pinot noir, 30% chardonnay en 20% pinot meunier.[7] De flessen rijpen ten minste zes jaar op gist.
- Krug Vintage wordt alleen in de betere wijnjaren gemaakt. De verhoudingen tussen de drie gebruikte druivenrassen liggen niet van tevoren vast. Zo was de millésime 1981 de enige Krug met meer chardonnay dan pinot noir omdat de druiven van de chardonnay dat jaar zo'n goede basis voor een assemblage waren. In 1976 werd om dezelfde reden 20% pinot meunier gebruikt, meer dan gebruikelijk.[8]
- Clos du Mesnil: In 1971 kocht Krug "Clos du Mesnil", een wijngaard van minder dan 2 ha in Le Mesnil-sur-Oger, en plantte daarop nieuwe wijnstokken. De aangeplante chardonnay druiven leveren een van de zeldzame wijnen van één wijngaard uit de Champagne, met 1979 als eerste jaargang. Clos du Mesnil is dus een monocépage, blanc de blancs van chardonnay, mono-cru en millésime, geheel afwijkend van de traditie van Krug. Clos du Mesnil levert per jaar niet meer dan 10 000 flessen champagne op.
- Clos d'Ambonnay: een mono-cru blanc de noirs van uitsluitend pinot noir millésime uit de wijngaard "Clos d'Ambonnay" in Ambonnay, 0,68 ha groot. De wijngaard was al bijna vijftig jaar in bezit, maar de druiven werden niet apart gevinifieerd tot aan de jaargang 1995, wat dus de eerste jaargang van deze wijn was. De wijn werd op de markt gebracht tegen een releaseprijs waarmee deze onmiddellijk behoorde tot de duurste wijnen van de wereld.[9] Er worden niet meer dan 200 of 300 kistjes met zes flessen geproduceerd.
- Krug Collection is een serie laat gedegorgeerde champagnes die zeer lang op gist hebben gerijpt.
- Krug Grande Cuvée BBR Limited Edition: gemaakt van wijn die soms wel twintig jaar heeft gerijpt.

## Patrimonium
Het patrimonium van het champagnehuis Krug vormt een wezenlijk onderdeel van zijn identiteit en uitzonderlijke reputatie binnen de wereld van de fijne mousserende wijnen. Het erfgoed van Krug bestaat niet alleen uit zijn unieke benadering van wijnmaken, maar ook uit een verzameling emblematische locaties die elk bijdragen aan het karakter van de champagnes en het behoud van een lange traditie van excellentie.

### De wijnmakerij en het familiehuis (Reims)

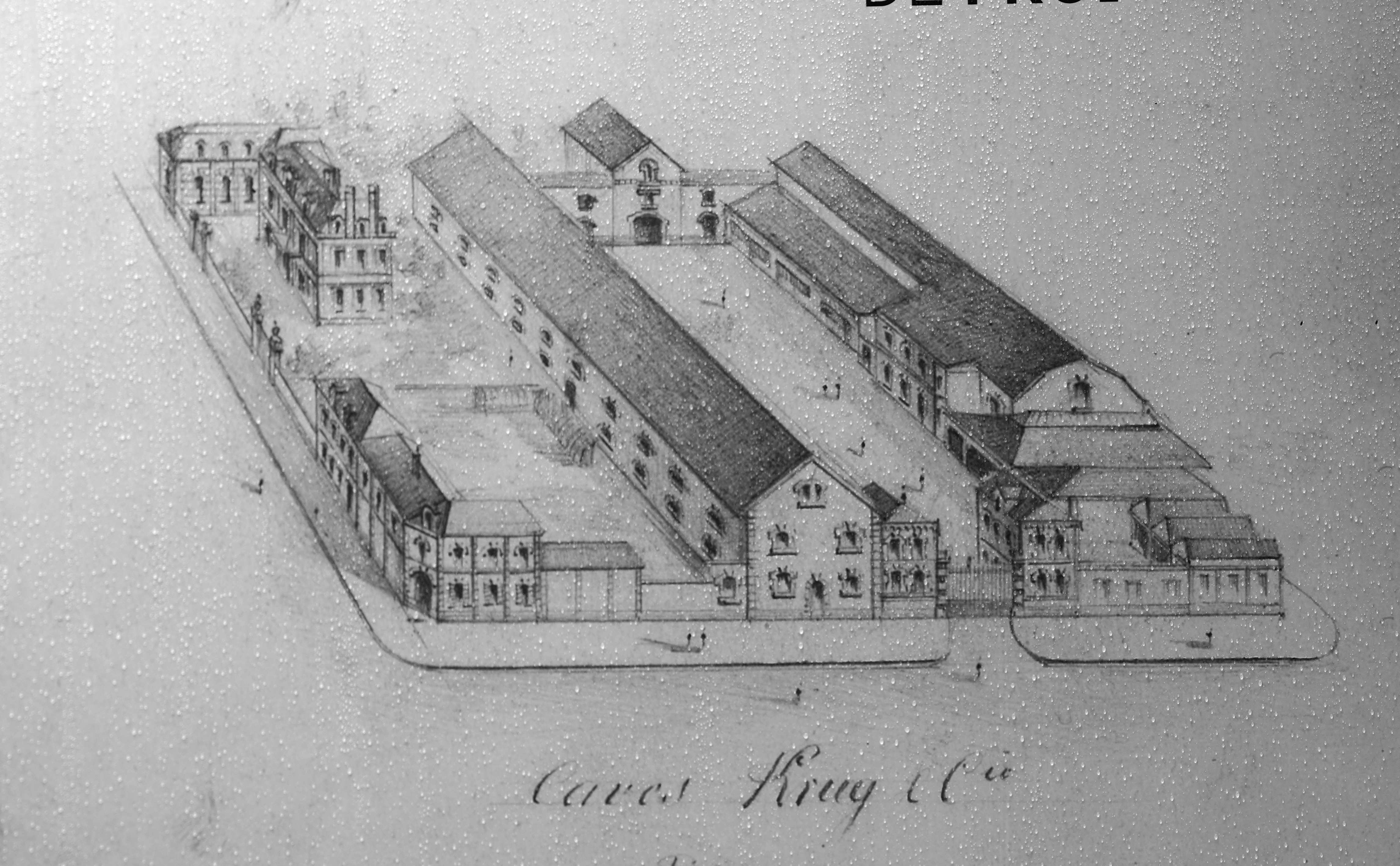
Het champagnehuis vroeger

De historische wijnmakerij van Krug is gevestigd in het hart van Reims. Dit is niet enkel een productieplaats, maar het symbolisch centrum van het huis waar traditie en innovatie samenkomen. Hier worden jaarlijks meer dan 250 wijnen individueel gevinifieerd en opgeslagen, elk in aparte roestvrijstalen vaten, om hun unieke kenmerken te bewaren.
Het familiehuis, gelegen in hetzelfde complex, vormt het historische hoofdkwartier van het huis. Hier begon Joseph Krug zijn levenswerk. Het gebouw bevat onder andere proefruimtes en toegang tot de ondergrondse kelders, en staat symbool voor het culturele erfgoed van het champagnehuis. Onder het huis liggen de historische kelders van Krug, die door hun constante temperatuur en vochtigheidsgraad ideaal zijn voor de langzame rijping van de flessen. Sommige van deze kelders zijn meer dan een eeuw oud en herbergen wijnen uit zeldzame jaren, zorgvuldig bewaard voor toekomstige generaties.

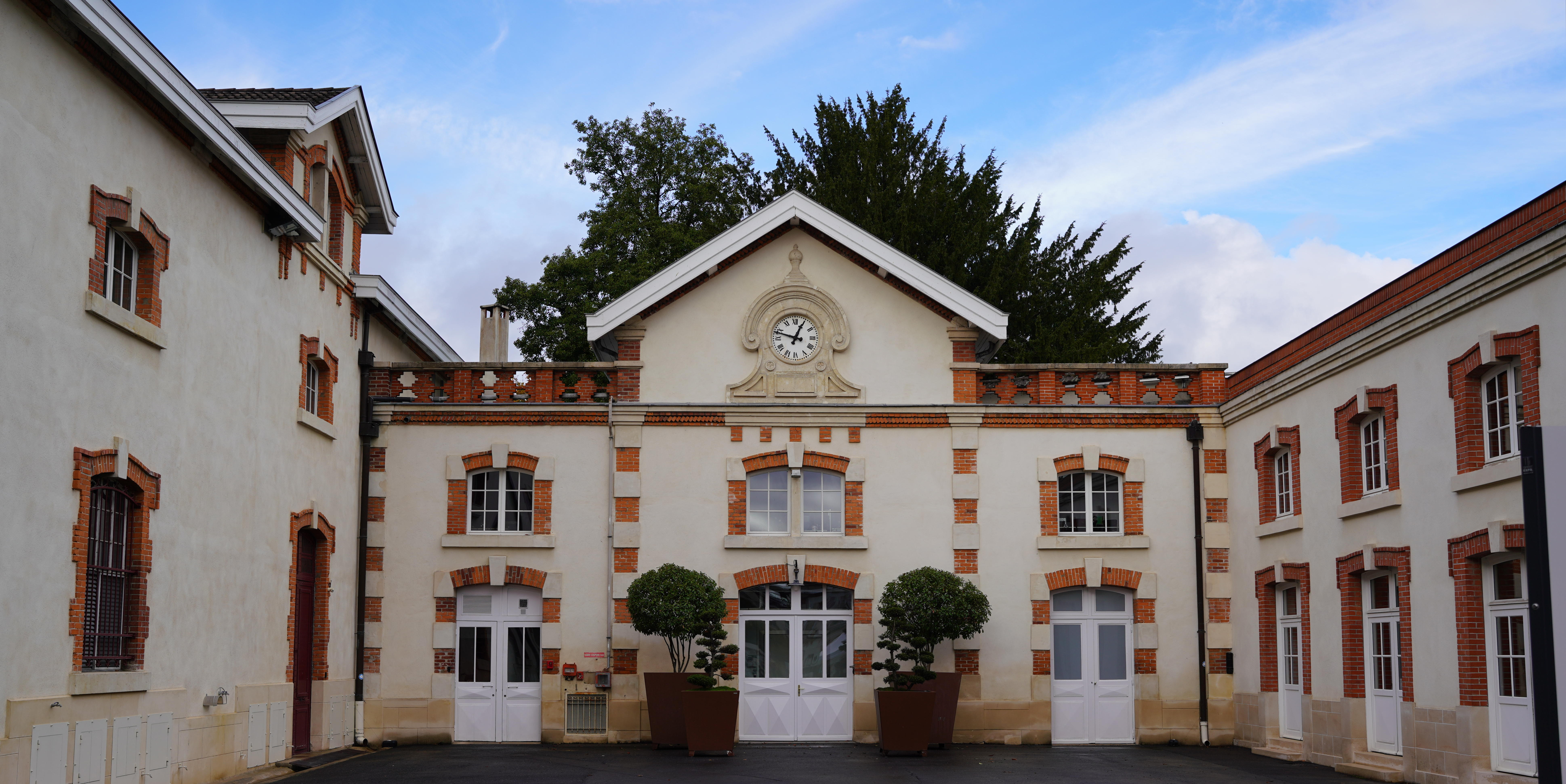
Productielocatie
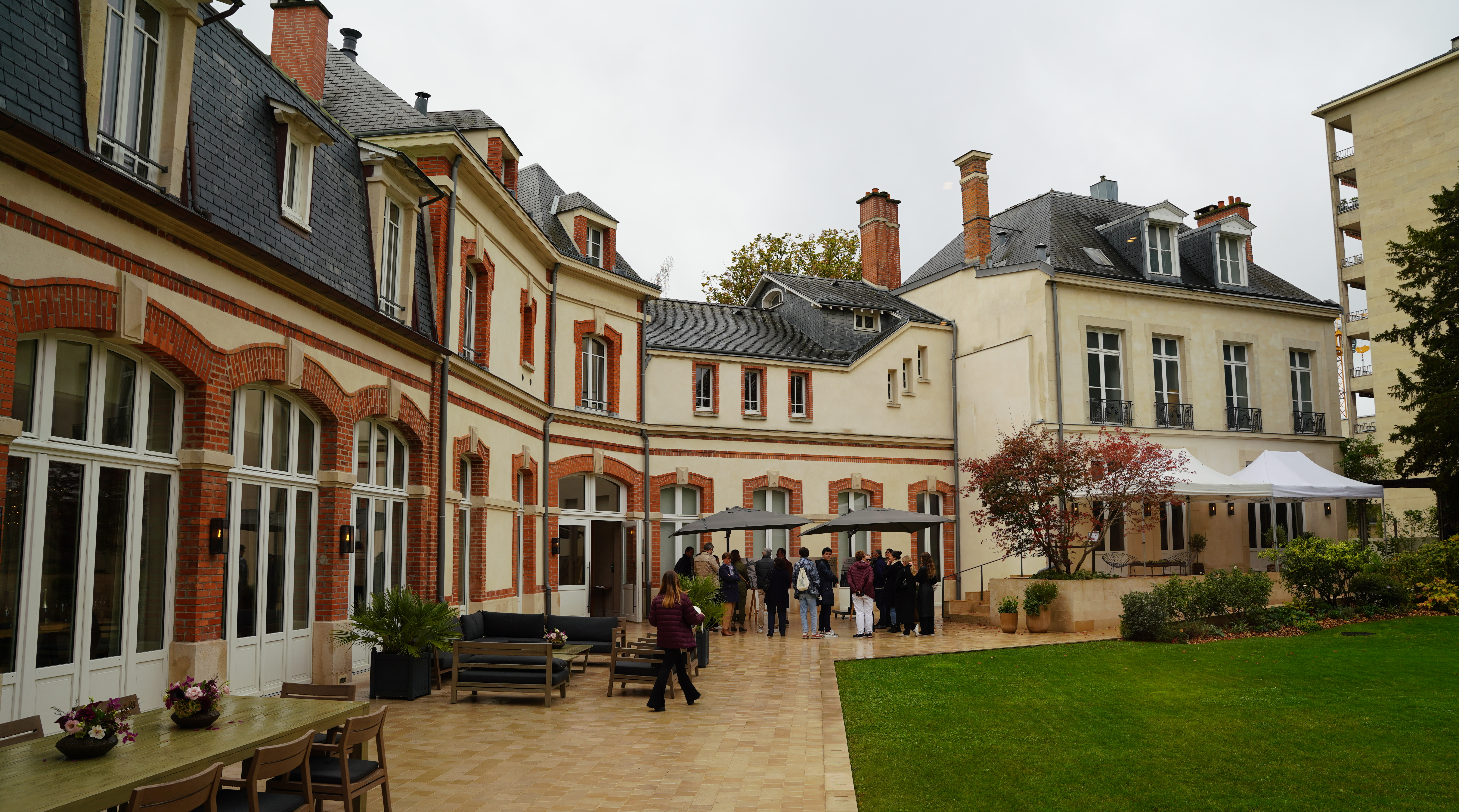
Tuinzijde
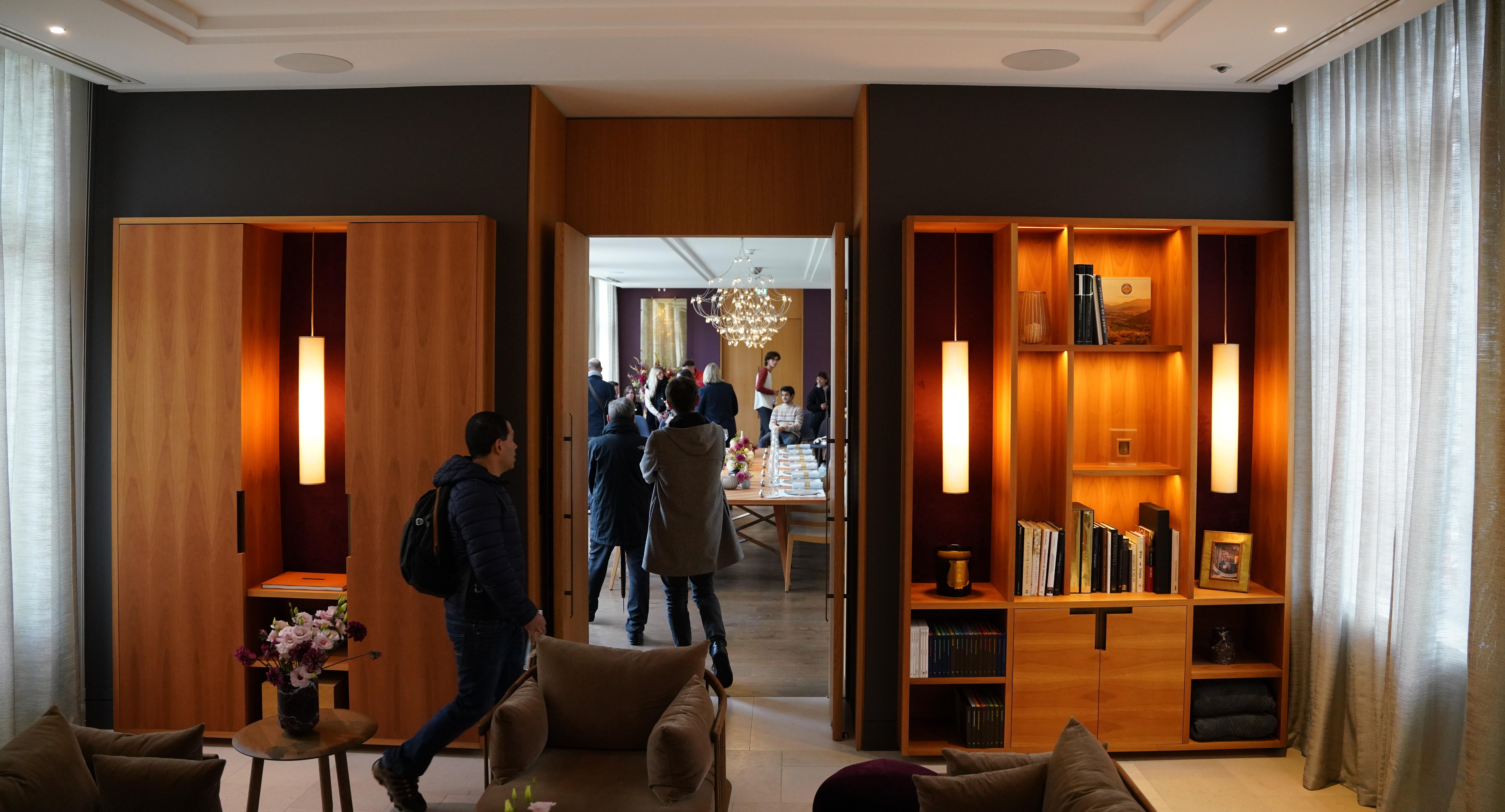
Binnenin
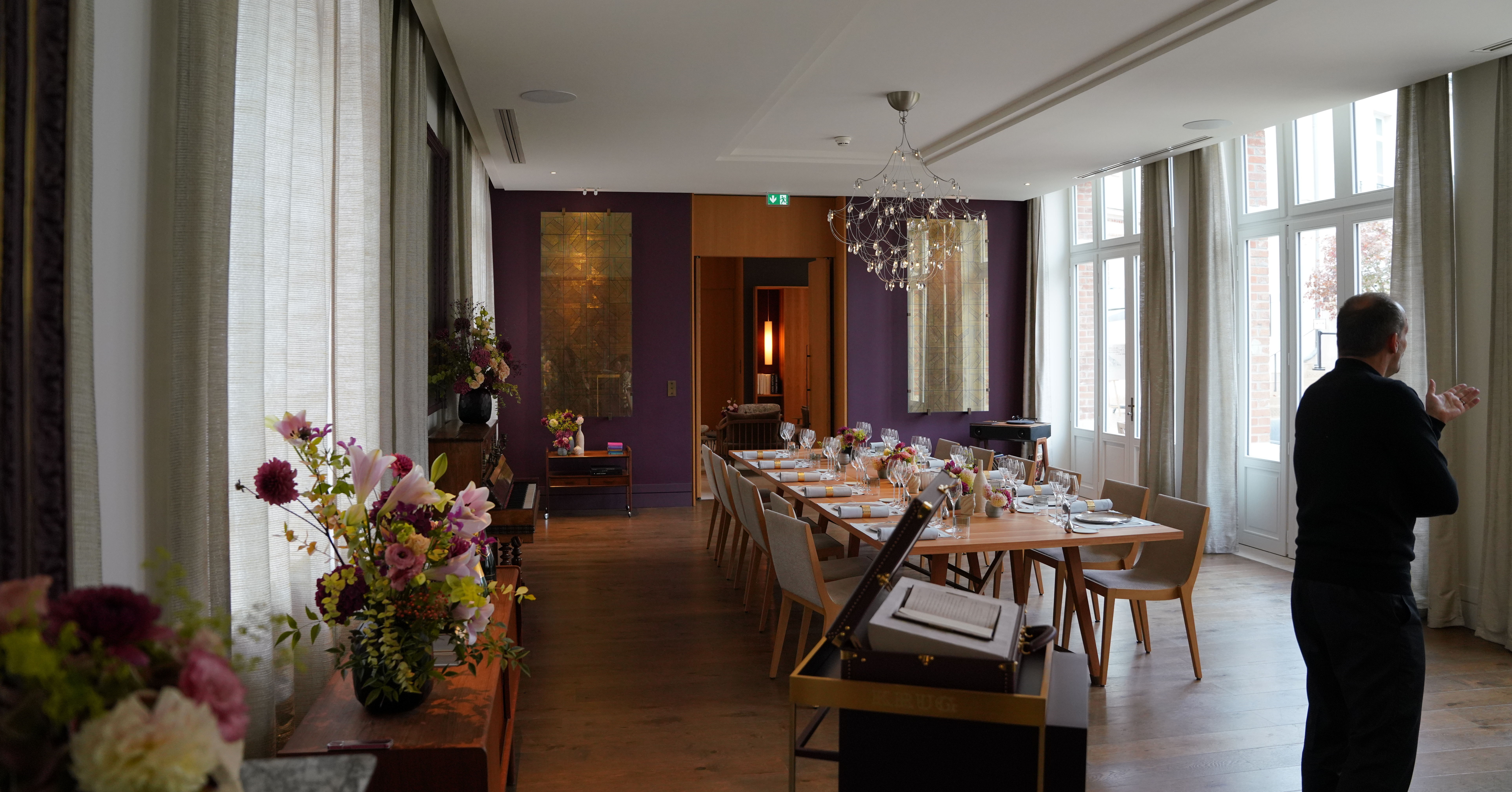
Gedekte tafel

### De kelders met de Krug-biblioteek: het levend geheugen
Een ander minder zichtbaar maar niet minder belangrijk patrimonium is de Krug-biblioteek, een zorgvuldig bewaard archief van reservewijnen als onderdeel van de kelders. Deze reservewijnen worden gebruikt om de complexe assemblage van de Krug Grande Cuvée mogelijk te maken. Elke wijn wordt jaarlijks geproefd en beoordeeld door het proefpanel van Krug, onder leiding van de keldermeester. Sommige reservewijnen zijn meer dan 15 jaar oud, en dragen bij aan de ongeëvenaarde diepgang en complexiteit die Krug kenmerkt.

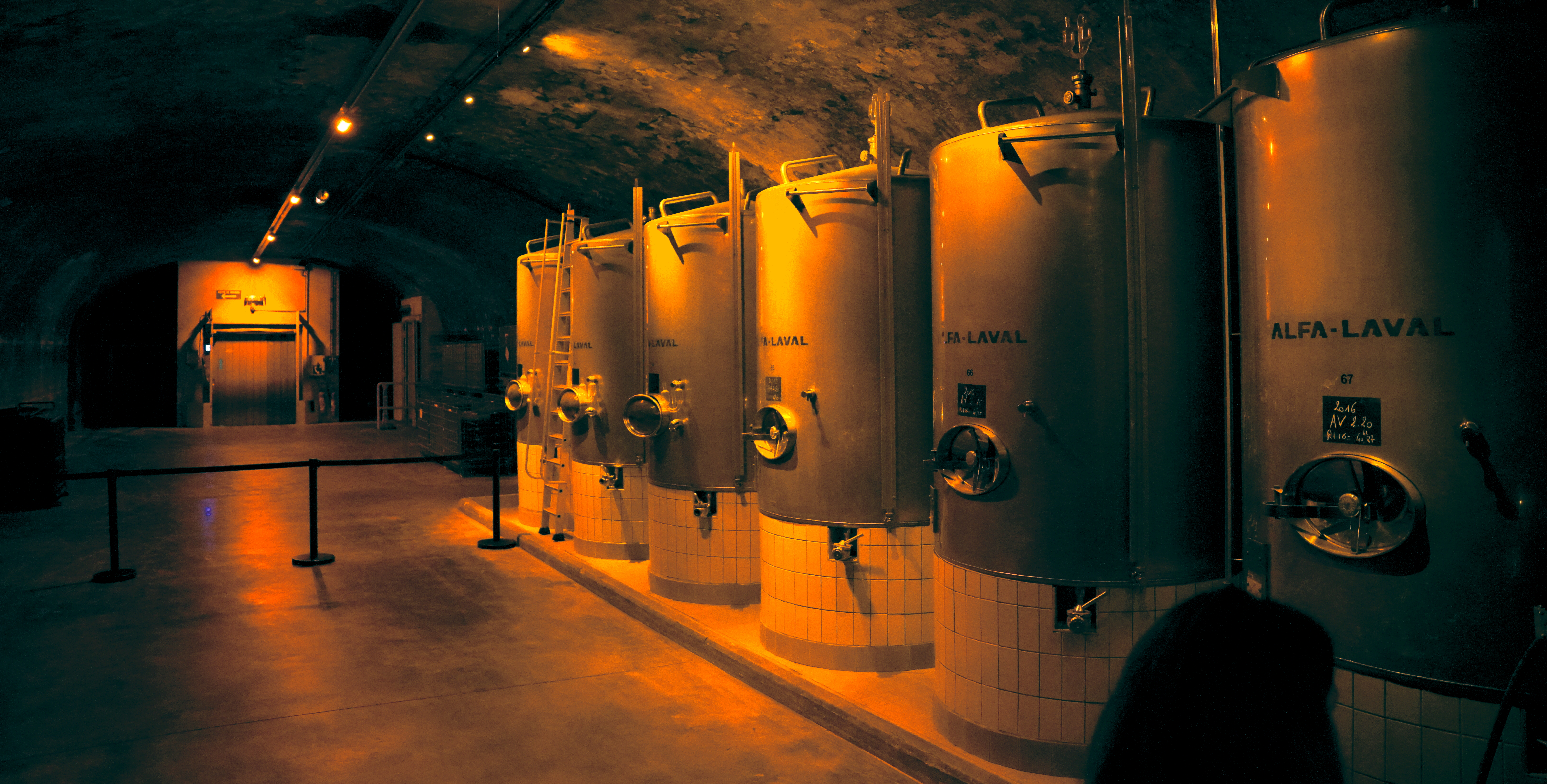
Oudere gistingstanks
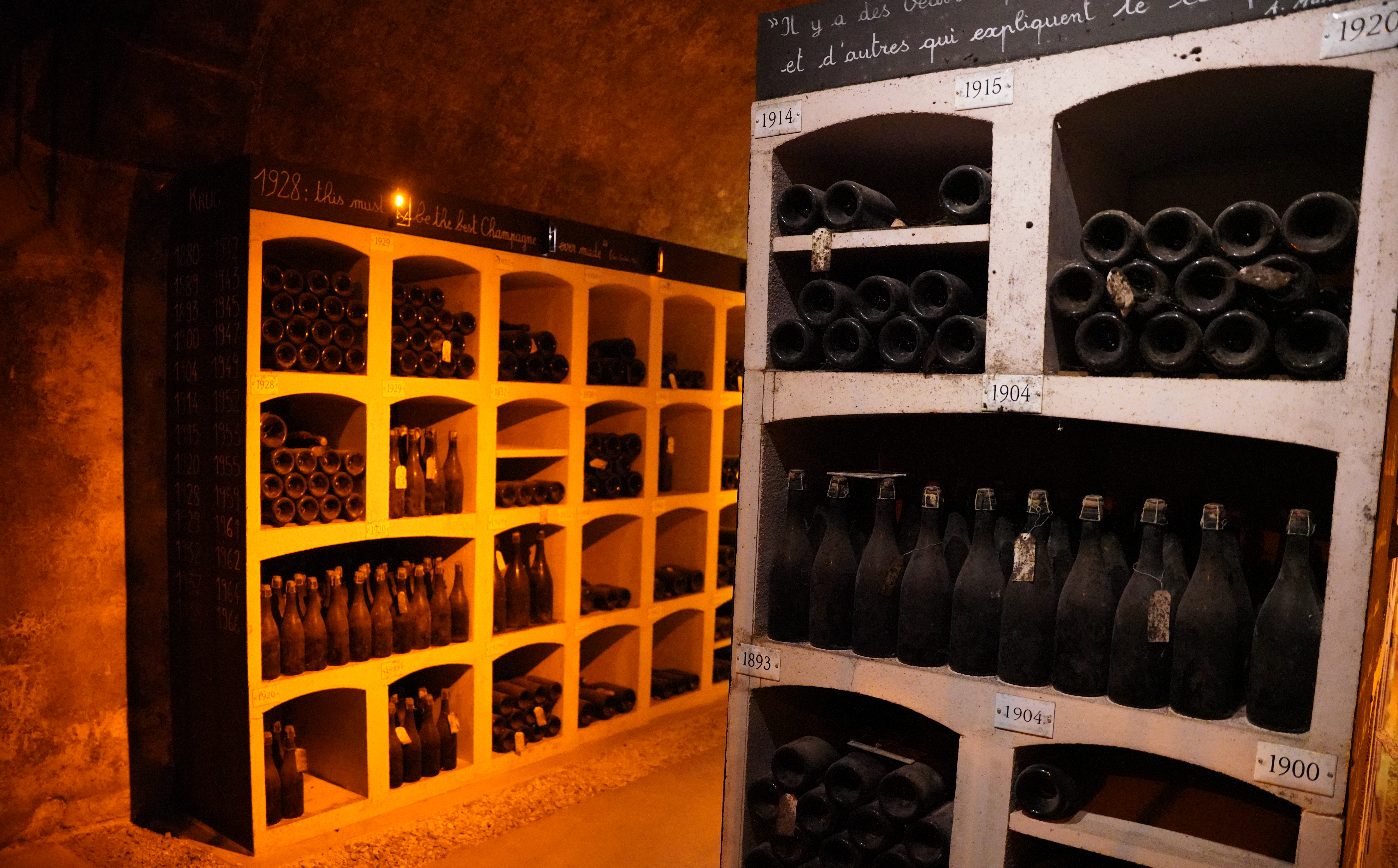
Krug-biblioteek
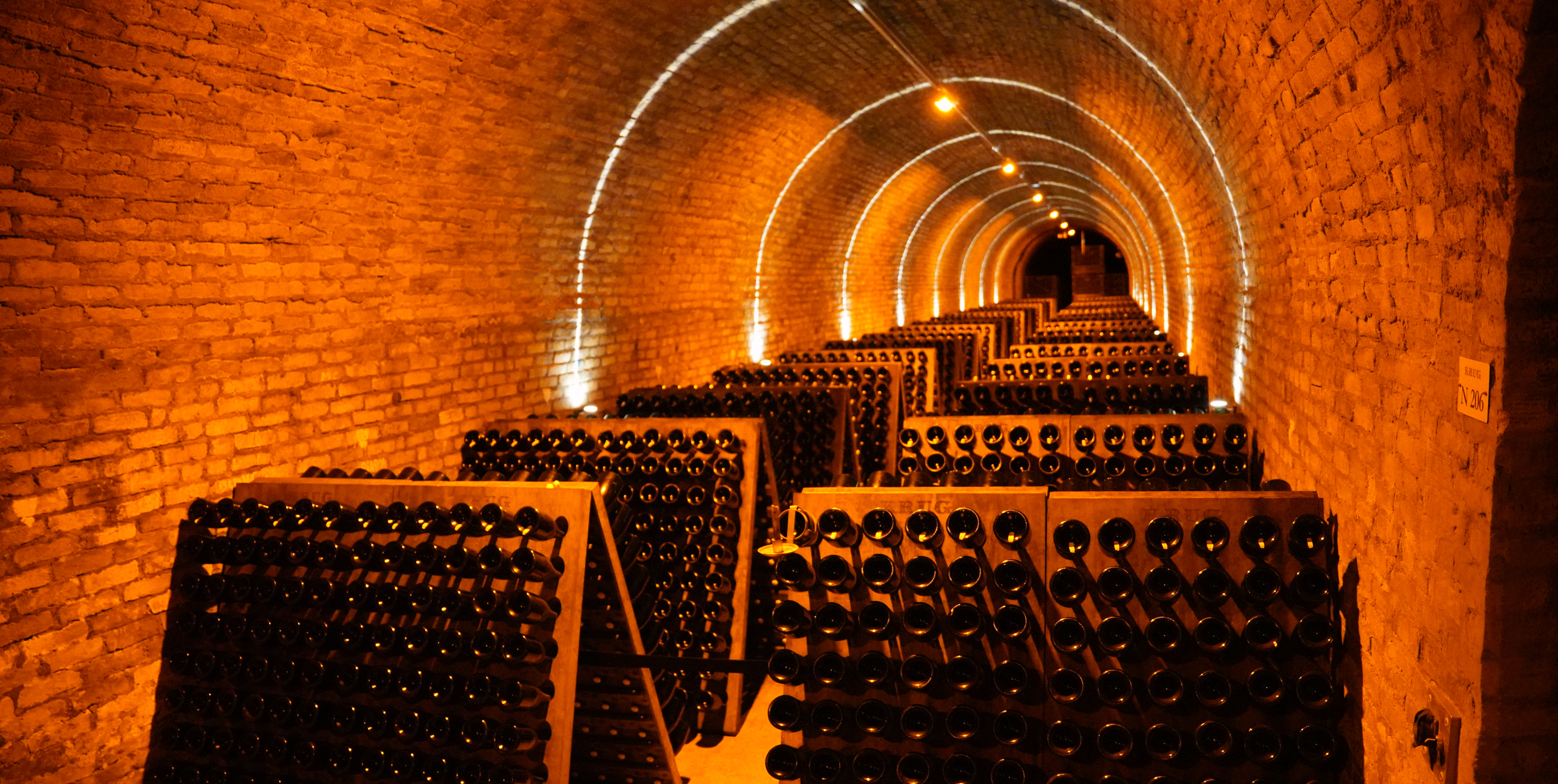
Pupitres in de kelder
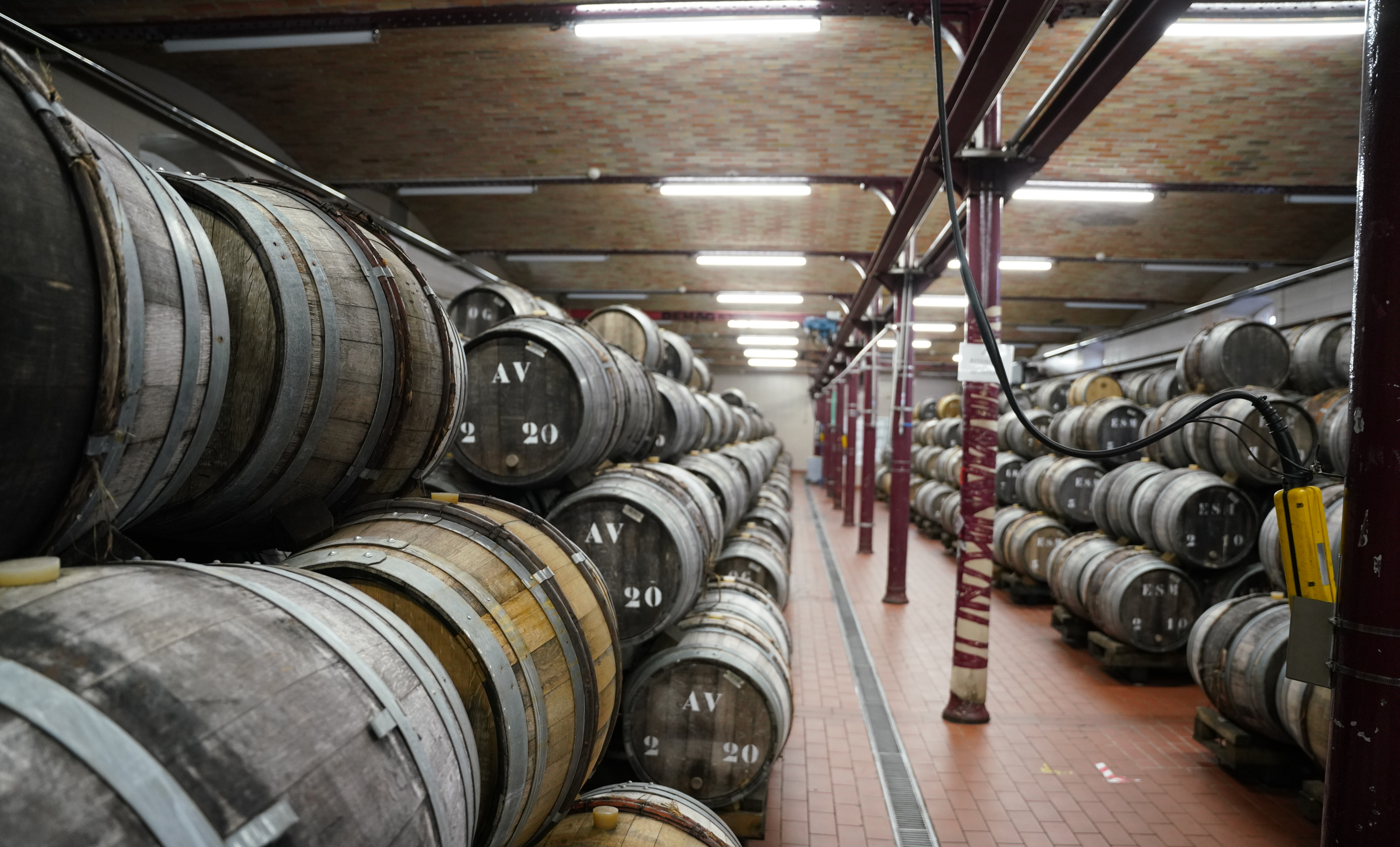
Eiken vaten in de kelders

### De wijngaarden met Clos du Mesnil en Clos d’Ambonnay
Maison Krug bezit 21 hectare en vult de rest aan met druiven van lokale telers, waarvan sommige al sinds het begin met de familie samenwerken. Tot de meest prestigieuze onderdelen van het patrimonium behoren de twee ommuurde wijngaarden of clos die exclusief eigendom zijn van Krug: Clos du Mesnil en Clos d’Ambonnay. Deze clos-wijngaarden zijn zeldzaam in Champagne en geven uitdrukking aan het streven van Krug om terroir op zijn zuiverst te laten spreken.

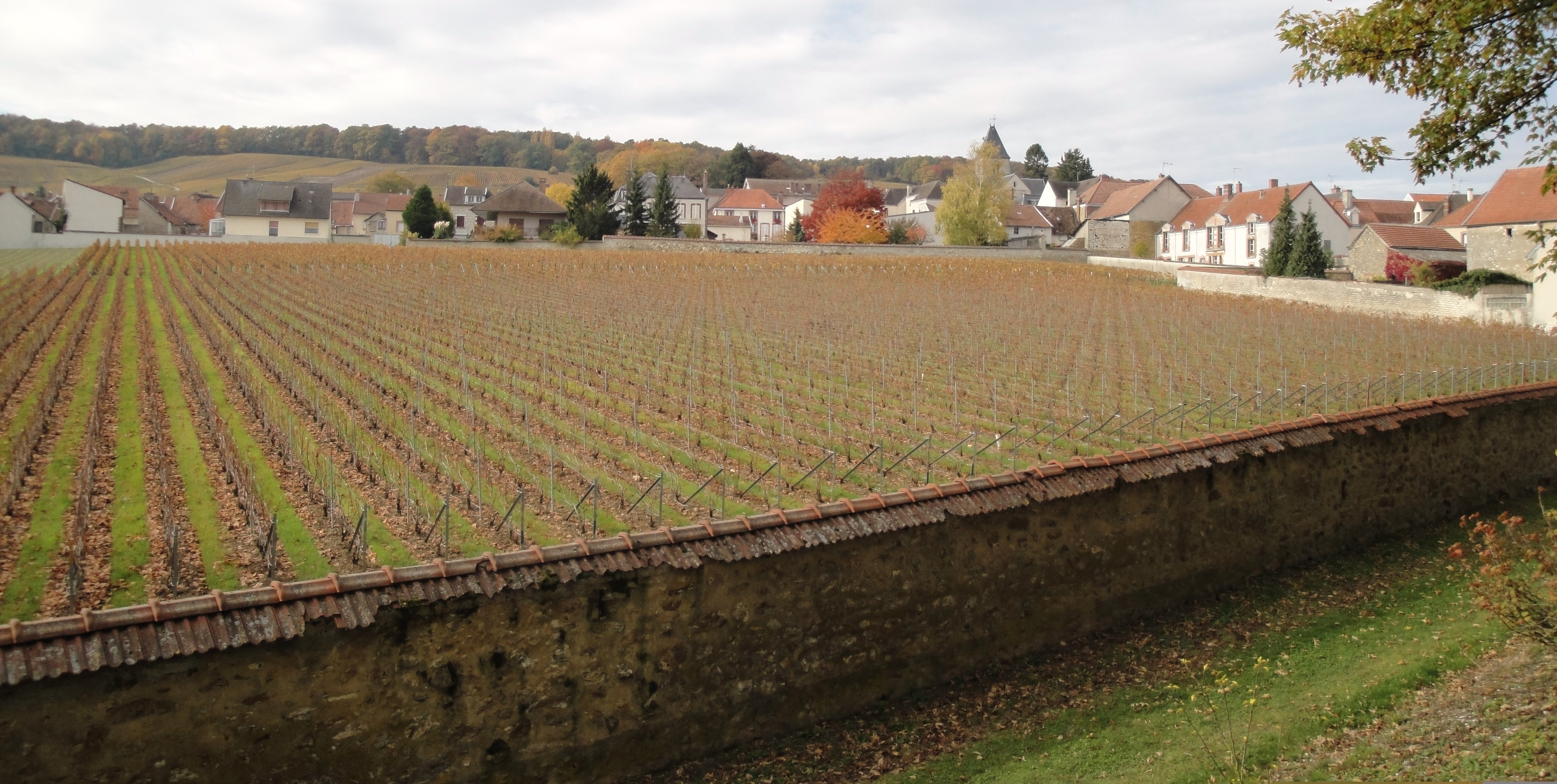
Clos du Mesnil

Clos du Mesnil, verworven in 1971 en voor het eerst apart gevinifieerd in 1979, is een 1,84 hectare grote wijngaard in het gelijknamige dorp Mesnil-sur-Oger, beroemd om zijn Chardonnay. De Clos ligt ommuurd sinds 1698, wat zorgt voor een uniek microklimaat. De champagne die hiervan afkomstig is, is een Blanc de Blancs en geldt als een van de puurste expressies van Chardonnay en terroir.
Clos d’Ambonnay, ontdekt in 1991 en voor het eerst op de markt gebracht in 2007 (millésime 1995), is een nog kleinere wijngaard van slechts 0,68 hectare. Gelegen in het dorp Ambonnay, een Grand Cru van de Montagne de Reims, staat deze clos uitsluitend aangeplant met Pinot Noir. De Clos d’Ambonnay champagne is zeldzamer dan die van Clos du Mesnil, met een productie die vaak minder dan 5.000 flessen bedraagt. Deze Blanc de Noirs champagne toont de intensiteit en finesse van Pinot Noir op een buitengewone manier.

### De Krug Lodge: een hedendaagse zintuiglijke beleving (Trépail)
Krug beschikt ook over een moderne hospitality-locatie: de Krug Lodge, gelegen in een groene en afgelegen omgeving in Trépail in de Montagne de Reims. Deze lodge werd gerenoveerd volgens de plannen van architect Stéphanie Ledoux. Het is een exclusieve, hedendaagse proeflocatie waar geselecteerde gasten ondergedompeld worden in de wereld van Krug via meervoudige zintuiglijke ervaringen. Met uitzicht op de wijngaarden biedt deze plek een serene context voor het proeven van champagnes in combinatie met muziek, gastronomie en natuur. Het weerspiegelt de moderne interpretatie van Krugs filosofie en verfijning.

### De nieuwe wijnmakerij, Joseph (Ambonnay)
Krugs nieuwe onderkomen beslaat 9.500 m², met vijf ondergrondse wijnmakerijen, acht kelders met 330 eiken gistingsvaten en 0,68 hectare wijngaarden.  De wijnmakerij, geopend op vrijdag 27 april 2024, bestaat uit twee bij elkaar passende, lange gebouwen met koperkleurige daken die passen bij het algehele karakter en de dakconstructies die het dorp kenmerken, waardoor de wijnmakerij nauwelijks opvalt in het landschap.  
Het team, onder leiding van Krug-keldermeester Julie Cavil, heeft, in samenwerking met AW2, ingenieursbureau GNAT en de projectmanagers, gespecialiseerd in wijnbouw, twee jaar aan de ontwikkeling van Joseph gewerkt. Alle betrokkenen ondertekenden het charter Low Environmental Impact Worksite, waarin ze zich inzetten voor koolstofarme materialen, hergebruik- en recyclingmethoden, lokale inkoop en terreinbouw met een lage impact.